# Heinrich Isser
Heinrich Isser, detto Heini (Matrei in Osttirol, 12 maggio 1928 – 18 maggio 2004), è stato uno slittinista e bobbista austriaco.

## Biografia
Secondo di cinque fratelli tutti distintisi in ambito internazionale (Josef, Maria, Franz e Fritz) è stato un atleta attivo in diverse specialità. Iniziò la sua carriera internazionale nello slittino e con la nazionale austriaca vinse due medaglie d'oro, entrambe nel doppio in coppia con Paul Aste a Garmisch-Partenkirchen 1952 e ad Hahnenklee 1955, oltre ad altre tre d'argento, ai campionati europei. Aveva inoltre partecipato ai campionati tedeschi del 1950, vincendo il titolo nel doppio con Paul Aste.
Gareggiò anche nel bob in qualità di frenatore per la squadra nazionale austriaca, avendo partecipato ai Giochi olimpici invernali di Cortina d'Ampezzo 1956, dove si piazzò al dodicesimo posto nel bob a due e al decimo nel bob a quattro.
Prese inoltre parte ad almeno due edizioni dei campionati mondiali, conquistando in totale due medaglie. Nel dettaglio i suoi risultati nelle prove iridate sono stati, nel bob a due: medaglia di bronzo a Garmisch-Partenkirchen 1958 in coppia con Paul Aste; nel bob a quattro: medaglia di bronzo a Garmisch-Partenkirchen 1962 insieme fratelli Josef, con cui aveva conquistato anche una medaglia d'argento ai campionati europei di slittino, Franz e Fritz.

## Palmarès

### Slittino

#### Europei
- 5 medaglie:
  - 2 ori (doppio a Garmisch-Partenkirchen 1952; doppio ad Hahnenklee 1955);
  - 3 argenti (doppio ad Igls 1951; singolo, doppio a Cortina d'Ampezzo 1953).

#### Campionati tedeschi
- 1 medaglia:
  - 1 oro (doppio a Garmisch-Partenkirchen 1950).

### Bob

#### Mondiali
- 2 medaglie:
  - 2 bronzi (bob a due a Garmisch-Partenkirchen 1958; bob a quattro a Garmisch-Partenkirchen 1962).